# Nóż strugarski
Nóż strugarski - narzędzie skrawające wykonujące ruch posuwisto-zwrotny, używane w strugarkach uniwersalnych do strugania płaszczyzn lub do obróbki kształtowej oraz obwiedniowej w strugarkach wyspecjalizowanych. W strugarkach narzędzie wykonuje ruch główny prostoliniowy oraz okresowy ruch posuwowy. 
W zależności od przystosowania do odpowiedniej metody obróbki rozróżnia się noże strugarskie:
- punktowe,
- kształtowe,
- obwiedniowe (do obróbki kół zębatych metodą Sunderlanda i Gleasona).